# Moitron-sur-Sarthe
Moitron-sur-Sarthe település Franciaországban, Sarthe megyében. Lakosainak száma 266 fő (2022. január 1.). Moitron-sur-Sarthe Saint-Aubin-de-Locquenay, Ségrie, Piacé, Saint-Christophe-du-Jambet és Fresnay-sur-Sarthe községekkel határos.

## Népesség
A település népességének változása:
| Lakosok száma | 240  | 249  | 258  | 262  | 279  | 281  | 282  | 274  | 266  |
|               | 2013 | 2015 | 2016 | 2017 | 2018 | 2019 | 2020 | 2021 | 2022 |